# Eleição para governador do Alasca em 1994
A eleição para governador do estado americano do Alasca em 1994 foi realizada em 8 de novembro de 1994 e elegeu o governador do Alasca. O democrata Tony Knowles derrotou o republicano Jim Campbell e o vice-governador Jack Coghill do Partido da Independência do Alasca. Nas eleições estaduais de 1994, o Alasca era o único estado a mudar ogovernador de republicano para democrata.

## Candidatos
O governador Walter Hickel tinha sido eleito como candidato do Partido da Independência do Alasca. Em abril de 1994 ele voltou para o Partido Republicano e anunciou em agosto que ele não se candidataria à reeleição.
Na primária democrata, o e ex-prefeito de Anchorage, Tony Knowles, ganhou com 43% dos votos. Ele derrotou o ex-vice-governador Stephen McAlpine que teve 31% e o ex-presidente da Câmara dos Representantes do Alasca Sam Cotten com 25%.
Na primária republicana, o empresário Jim Campbell derrotou o ex-prefeito de Anchorage Tom Fink. O vice-governador Jack Coghill foi facilmente selecionado pelo Partido da Independência do Alasca, enquanto Jim Sykes foi escolhido pelo Partido Verde do Alasca.

## Campanha
Os dois principais candidatos foram considerados moderados sobre a exploração de petróleo feira pela Arctic National Wildlife Refuge, bem como sobre cortes no orçamento do Estado. As pesquisas perto da eleição mostraram Knowles com uma forte vantagem sobre Campbell.
Durante a eleição, a campanha de Campbell publicou um anúncio comparando Knowles com o presidente Bill Clinton. O anúncio foi criticado pelos defensores de Knowles, pois alegavam que o anúncio comparava o Escândalo Lewinsky.

### Pesquisas
| Fonte            | Data                  | Knowles (D) | Campbell (R) |
| ---------------- | --------------------- | ----------- | ------------ |
| Dittman Research | 3 de novembro de 1994 | 44%         | 33%          |

## Recontagem
Os resultados divulgados pela Secretaria de Estado mostravam Knowles e Campbell com pouca diferença de votos, Knowles tinha uma pequena vantagem. Knowles declarou vitória em 18 de novembro, após a contagem oficial mostrou que ele estava eleito, Knowles tinha 528 a mais e restavam 217 votos a serem contados.
Campbell pediu uma recontagem, a recontagem foi paga pelo candidato ao estado. A contagem inicial mostrou Knowles com 87.701 votos e Campbell com 87.118 votos. Os resultados da recontagem mostraram Knowles com 87.693 e Campbell com 87.157 votos. A margem da eleição foi a menor registrada em uma eleição para governador da história do Alasca.

### Resultados
|  | Democrata               | Tony Knowles     | 87.693 | 41,08% |
|  | Republicano             | Jim Campbell     | 87.157 | 40,84% |
|  | Independência do Alasca | Jack Coghill     | 27.838 | 13,04% |
|  | Verde                   | Jim Sykes        | 8.727  | 4,09%  |
|  | Patriota                | Ralph Winterrowd | 1.743  | 0,82%  |